# Karl Iljitsch Eliasberg
Karl Iljitsch Eliasberg (russisch Карл Ильич Элиасберг; * 28. Maijul. / 10. Juni 1907greg. in Minsk; † 12. Februar 1978 in Leningrad) war ein sowjetischer Dirigent.
Eliasberg studierte am Leningrader Konservatorium und schloss 1929 die Ausbildung als Violinist ab. 1931 wurde er Dirigent des Leningrader Radio-Sinfonieorchesters.

## Die Belagerung Leningrads und Schostakowitschs 7. Sinfonie
Eliasberg war Dirigent des Radio-Sinfonieorchesters in Leningrad und nur zweiter Dirigent der Leningrader Philharmoniker. Während der Belagerung Leningrads wurde er beauftragt, eine Aufführung der  7. Sinfonie (Leningrader Sinfonie) von Dmitri Schostakowitsch zu leiten.
Das Werk wurde bereits am 5. März 1942 in Kujbyschew unter der Leitung von Samossud uraufgeführt. Es folgten Aufführungen in Moskau (29. März 1942), London (22. Juni 1942) und New York (19. Juli 1942). Aus Propagandagründen hatte die sowjetische Führung beschlossen, die Sinfonie in Leningrad aufführen zu lassen und das Konzert im Rundfunk zu übertragen. Schostakowitsch äußerte ebenfalls den Wunsch nach einer Leningrader Aufführung. Als Eliasberg damit beauftragt wurde, die Leningrader Premiere der 7. Sinfonie zu leiten, waren lediglich 15 Musiker des Radio-Sinfonieorchesters verfügbar. Die anderen waren entweder bereits an Kälte und Hunger gestorben oder vom Militär eingezogen. Das Ensemble wurde durch Reservemusiker und Mitglieder von Militärkapellen verstärkt. Das Konzert fand am 9. August 1942 im großen Konzertsaal des Konservatoriums statt und wurde wie geplant vom Rundfunk live übertragen.

## Nach dem Krieg
Eliasberg wurde 1944 als Verdienter Künstler der UdSSR ausgezeichnet. Allerdings wurde seine Karriere durch Mrawinski behindert, welcher nach dem Krieg als Chefdirigent der Leningrader Philharmoniker zurückkehrte. In der Folge reiste Eliasberg als Dirigent durch die Provinz.
Zwischen 1945 und 1975 trat Eliasberg noch dreimal in Leningrad im Zusammenhang mit der 7. Sinfonie in Erscheinung, jedes Mal mit dem Reserveorchester. 1961 dirigierte er nur den ersten Satz. 1964 kam es zu einem Treffen von Veteranen der Leningrader Premiere, an dem Eliasberg teilnahm. Es war das erste Wiedersehen seit 22 Jahren. Dabei fand eine Aufführung vor dem anwesenden Schostakowitsch statt, wobei die Überlebenden auf ihren ursprünglichen Plätzen saßen. Eliasberg sagte, das Konzert sei denen gewidmet, die damals spielten aber inzwischen verstorben sind. Später schrieb Eliasberg: „Solche Momente kommen nicht oft. Ich kann das Gefühl, das ich hatte, nicht erklären. Die Ehre des Ruhms und die Trauer um den Verlust, und den Gedanken, dass die besten Momente des Lebens vielleicht vorbei sind. Die Stadt lebt jetzt in Frieden, aber niemand hat das Recht, die Vergangenheit zu vergessen.“
Die dritte Aufführung fand am 9. Mai 1975 statt.
Eliasberg starb 1978 in Vergessenheit. Seine Asche wurde an einer hinteren Stelle auf dem Piskarjowskoje-Gedenkfriedhof in Leningrad beigesetzt. Nach dem Ende des Kommunismus betrieb der Dirigent Temirkanow eine Kampagne zur Wiederbelebung der Anerkennung Eliasbergs, und der Leningrader Bürgermeister Sobtschak ließ die Urne mit der Asche in eine besser geeignete Grabstätte auf dem Wolkowo-Friedhof verlegen.

## Aufnahmen
- Brahms: Deutsches Requiem (1960), 3. Sinfonie (1948), Doppelkonzert (1951, mit David Oistrach und Sviatoslaw Knuschewitski)
- Mahler: 4. Sinfonie mit Sopran Natalia Roshdestwenskaja, Staatliches Sinfonieorchester der UdSSR (1954)
- Schostakowitsch: 7. Sinfonie Leningrader Philharmoniker (1964)
- Sergej Iwanowitsch Tanejew: 1. und 3. Sinfonie
- J. S. Bach: Messe in h-Moll (Live-Mitschnitt, 24. April 1957)